# Niklasdorf
Niklasdorf est une commune autrichienne du district de Leoben en Styrie.